# الکساندر شوتکا
الکساندر شوتکا (آلمانی: Alexander Schowtka؛ زادهٔ ۱۸ سپتامبر ۱۹۶۳) شناگر اهل آلمان بود.
وی در مسابقات کشوری و بین‌المللی در مجموع برندهٔ ۱ مدال نقره شده‌است.